# Яськовщина (Могилёвская область)
Я́ськовщина (бел. Яськаўшчына) — деревня в составе Черневского сельсовета Дрибинского района Могилёвской области Республики Беларусь.

## Население
- 1999 год — 53 человека
- 2010 год — 27 человек

## Известные жители
Лапенков  Иван Адамович, Герой Советского Союза.